# Lissonota conflagrata
Lissonota conflagrata là một loài tò vò trong họ Ichneumonidae.